# Marx Trẻ

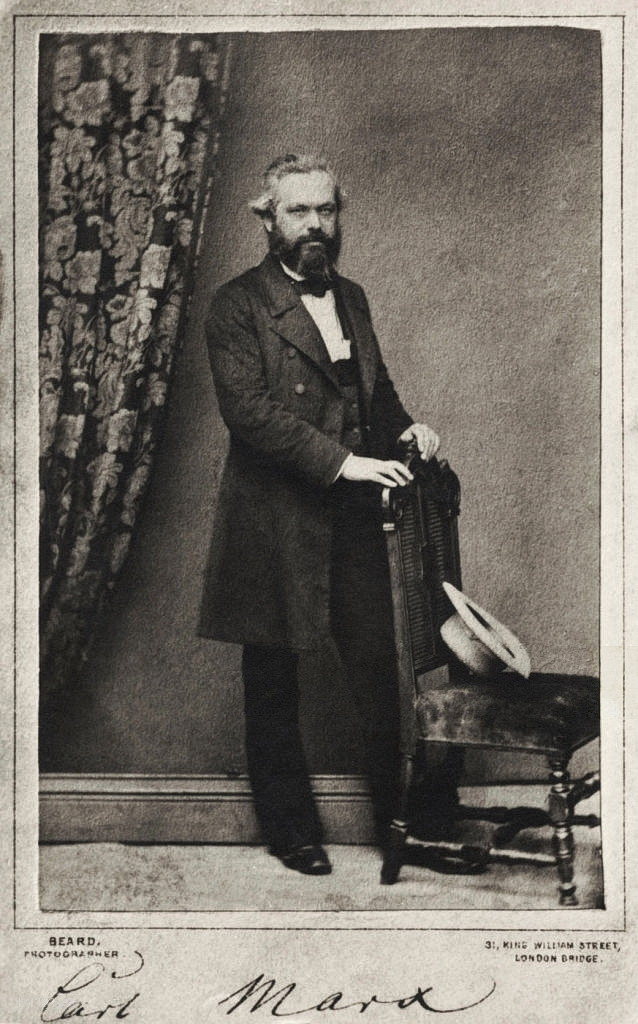
Karl Marx năm 1861

Vị trí chính xác của các bản thảo sơ kỳ của Karl Marx trong hệ thống triết học do ông xây dựng là một vấn đề vẫn còn gây nhiều tranh cãi. Một số học giả tin rằng tồn tại một đứt gãy trong tiến trình phát triển học thuyết của Marx, phân chia dòng tư tưởng của ông thành hai giai đoạn: (i) "Marx Trẻ" được coi là nhà tư tưởng chú trọng vào các vấn đề xoay quanh khái niệm tha hóa lao động, còn (ii) "Marx Trưởng thành" là nhà tư tưởng thuận theo chủ nghĩa xã hội khoa học.
Nguồn gốc của tranh cãi này vốn nảy sinh sau khi các công trình Marx viết trước năm 1845 được công bố — đặc biệt là Bản thảo kinh tế-triết học năm 1844 — những công trình mà thế hệ các nhà lý luận Marxist tiên phong chưa có cơ hội tiếp cận. Xuất bản dần dần từ năm 1927 đến năm 1932, những tác phẩm mới đã thiết lập nền tảng triết học cho cơ đồ lý luận kinh tế, lịch sử và chính trị vang danh cho tới tận hôm nay của Marx. Chủ nghĩa Marx chính thống đọc hiểu ông theo khuynh hướng thực chứng, coi sự đứt gãy phỏng đoán đây là bước tiến bộ hướng tới chủ nghĩa xã hội khoa học. Mặt khác, chủ nghĩa nhân văn Marx cho rằng tư tưởng nhân văn theo phái Hegel sơ kỳ của Marx và các tác phẩm hậu kỳ của ông hoàn toàn mạch lạc với nhau.

## Mối quan hệ giữa "Marx Trẻ" và "Marx Trưởng thành"
Marx Trẻ vẫn thường được coi là môn đồ của chủ nghĩa "tư sản" nhân văn, tư tưởng mà về sau ông cực lực phê phán cùng với chủ nghĩa duy tâm Đức. Marx ưu tiên "quan hệ xã hội" trên ý thức cá nhân — vốn là sản phẩm của hệ tư tưởng. Các nhà nhân văn Mácxít nhấn mạnh cơ sở triết học nhân văn trong tư tưởng của ông, lấy cốt ở Các bản thảo kinh tế-triết học năm 1844. Trong đó, Marx trình bày lý thuyết về sự tha hóa, tái lặp nhiều luận điểm trong cuốn Bản chất Kitô giáo (1841) của Ludwig Feuerbach.
Luận điểm nổi bật trong Bản thảo là "trở lại với bản chất-giống loài" — một lý thuyết nhân học, quy phạm. Nhiều nhà bình luận khẳng định sau này Marx đã từ bỏ ý tưởng đó và chuyển sang mô tả mang tính cấu trúc về xã hội. Sidney Hook, Daniel Bell và Lewis Feuer cho rằng sự thay đổi phương thức trình bày của kiệt tác Das Kapital tương ứng với sự thay đổi trong lối suy nghĩ của Marx. Một đại biểu cực đoan cho quan điểm này là triết gia Louis Althusser, người kiên định rằng ta không thể hiểu được Marx Trẻ nếu một mực đinh ninh "chủ nghĩa Marx [vào thời điểm này] đã phát triển đầy đủ". Do đó, Althusser đặt ra câu hỏi làm thế nào để có thể đánh giá sự chuyển biến tư tưởng của Marx mà không đứng trên quan điểm duy tâm. Althusser muốn tránh bị mắc kẹt ở góc nhìn mục đích luận mà cho rằng các tác phẩm ban đầu của Marx thể hiện nội dung lý thuyết Marx Trưởng thành ở trạng thái sơ khởi với ngôn từ giống Feuerbach. Đối với Althusser, nếu đúng, điều này sẽ đánh dấu sự trở lại với phép biện chứng duy tâm của Georg Wilhelm Friedrich Hegel.
Jean-Yves Calvez, Robert C. Tucker, David McLellan, Iring Fetscher, Shlomo Avineri, István Mészáros và Leszek Kołakowski cho rằng chẳng có đứt gãy nào giữa Marx Trẻ và Marx Trưởng thành. Siegfried Landshut, Heinrich Popitz, J-P Mayer và Erich Fromm thì cho rằng lý thuyết thời kỳ Marx Trẻ phong phú hơn lý thuyết gò bó của Marx về sau. Các nhà bình luận như Benedetto Croce, Karl Löwith và Sidney Hook khẳng định Marx về sau cáo chung hoàn toàn với triết học Hegel, một quan điểm bị phản đối bởi các triết gia như György Lukács, Iring Fetscher, Robert C. Tucker và Shlomo Avineri.

## Trích dẫn
1. 1 2  Mészáros 1970, tr. 217.
2. ↑  Althusser 2005, tr. 28.
3. ↑  Colletti 1992, tr. 7-8.
4. ↑  Colletti 1992, tr. 14-15.
5. ↑  Colletti 1992, tr. 8.
6. ↑  Fromm 1966, tr. 69-79; Petrovic 1967, tr. 35-51.
7. 1 2  Kołakowski 1978, tr. 262-263.
8. ↑  Avineri 1968.
9. ↑  Mészáros 1970, tr. 217-253.
10. ↑  Fromm 1991, tr. 256-261.
11. ↑  Kołakowski 1978, tr. 263.